# Samuele Campo
Samuele Campo (ur. 6 lipca 1995 w Bazylei) – szwajcarski piłkarz pochodzenia włoskiego występujący na pozycji pomocnika w szwajcarskim klubie FC Luzern.

## Kariera klubowa

### FC Lausanne-Sport
25 stycznia 2016 przeszedł do drużyny FC Lausanne-Sport. Zadebiutował 6 marca 2016 w meczu Swiss Challenge League przeciwko Neuchâtel Xamax (1:1). Pierwszą bramkę zdobył 9 maja 2016 w meczu ligowym przeciwko FC Aarau (1:2). W sezonie 2015/16 jego zespół zajął pierwsze miejsce w tabeli i awansował do wyższej ligi. W Swiss Super League zadebiutował 31 lipca 2016 w meczu przeciwko FC Thun (4:4). Pierwszą bramkę w lidze zdobył 20 sierpnia 2016 w meczu przeciwko BSC Young Boys (7:2).

### FC Basel
1 stycznia 2018 podpisał kontrakt z klubem FC Basel. Zadebiutował 4 lutego 2018 w meczu Swiss Super League przeciwko FC Lugano (0:1). Pierwszą bramkę zdobył 22 października 2017 w meczu ligowym przeciwko FC Sankt Gallen (0:4). W sezonie 2017/18 jego zespół zajął drugie miejsce w tabeli zdobywając wicemistrzostwo Szwajcarii. 1 sierpnia 2018 zadebiutował w kwalifikacjach do Ligi Mistrzów w meczu przeciwko PAOK FC (0:3). W sezonie 2018/19 jego drużyna ponownie zajęła drugie miejsce w tabeli zdobywając drugie wicemistrzostwo Szwajcarii z rzędu. W tym samym sezonie jego drużyna zdobyła Puchar Szwajcarii. 19 września 2019 zadebiutował w fazie grupowej Ligi Europy w meczu przeciwko FK Krasnodar (5:0).

## Kariera reprezentacyjna

### Szwajcaria U-21
W 2016 roku otrzymał powołanie do reprezentacji Szwajcarii U-21. Zadebiutował 7 października 2016 w meczu eliminacji do Mistrzostw Europy U-21 2017 przeciwko reprezentacji Norwegii U-21 (2:1).

## Statystyki

### Klubowe
(aktualne na dzień 3 stycznia 2021)
| Klub               | Sezon              | Liga                   | Liga  | Liga   | Puchar kraju | Puchar kraju | Europa | Europa | Suma  | Suma   |
| Klub               | Sezon              | Liga                   | Mecze | Bramki | Mecze        | Bramki       | Mecze  | Bramki | Mecze | Bramki |
| ------------------ | ------------------ | ---------------------- | ----- | ------ | ------------ | ------------ | ------ | ------ | ----- | ------ |
| FC Lausanne-Sport  | 2015/16            | Swiss Challenge League | 5     | 1      | 0            | 0            | –      | –      | 5     | 1      |
| FC Lausanne-Sport  | 2016/17            | Swiss Super League     | 34    | 6      | 0            | 0            | –      | –      | 34    | 6      |
| FC Lausanne-Sport  | 2017/18            | Swiss Super League     | 18    | 4      | 2            | 0            | –      | –      | 20    | 4      |
| FC Lausanne-Sport  | Ogólnie            | Ogólnie                | 57    | 11     | 2            | 0            | 0      | 0      | 59    | 11     |
| FC Basel           | 2017/18            | Swiss Super League     | 14    | 2      | 1            | 0            | 0      | 0      | 15    | 2      |
| FC Basel           | 2018/19            | Swiss Super League     | 16    | 7      | 2            | 1            | 3      | 0      | 21    | 8      |
| FC Basel           | 2019/20            | Swiss Super League     | 25    | 6      | 4            | 1            | 10     | 1      | 39    | 8      |
| FC Basel           | 2020/21            | Swiss Super League     | 6     | 0      | 0            | 0            | 3      | 1      | 9     | 1      |
| FC Basel           | Ogólnie            | Ogólnie                | 61    | 15     | 7            | 2            | 16     | 2      | 84    | 19     |
| Ogólnie w karierze | Ogólnie w karierze | Ogólnie w karierze     | 118   | 26     | 9            | 2            | 16     | 2      | 143   | 30     |

### Reprezentacyjne
(aktualne na dzień 3 stycznia 2021)
| Reprezentacja   | Rok     | Mecze | Bramki |
| --------------- | ------- | ----- | ------ |
| Szwajcaria U-21 |         |       |        |
| 2016            | 1       | 0     |        |
| Ogólnie         | Ogólnie | 1     | 0      |

| Mecze i gole w reprezentacji | Mecze i gole w reprezentacji | Mecze i gole w reprezentacji | Mecze i gole w reprezentacji | Mecze i gole w reprezentacji | Mecze i gole w reprezentacji | Mecze i gole w reprezentacji | Mecze i gole w reprezentacji |
| Lp.                          | Data                         | Miejsce                      | Gospodarz                    | Gość                         | Wynik                        | Gol                          | Rozgrywki                    |
| ---------------------------- | ---------------------------- | ---------------------------- | ---------------------------- | ---------------------------- | ---------------------------- | ---------------------------- | ---------------------------- |
| 1.                           | 07.10.2016                   | Drammen                      | Norwegia U-21                | Szwajcaria U-21              | 2:1                          |                              | el. ME U-21 2017             |

## Sukcesy

### FC Lausanne-Sport
- Mistrzostwo Swiss Challenge League (1×): 2015/2016

### FC Basel
- Wicemistrzostwo Szwajcarii (2×): 2017/2018, 2018/2019
- Puchar Szwajcarii (1×): 2018/2019

## Życie prywatne
Campo urodził się w Bazylei, w Szwajcarii. Jego rodzice pochodzą z Włoch, a on sam posiada obywatelstwo szwajcarskie i włoskie.